# Wallace Sargent
Wallace Leslie William Sargent, citato a volte come Wal Sargent, (Elsham, 15 febbraio 1935 – Pasadena, 29 ottobre 2012), è stato un astronomo statunitense nato in Inghilterra.
Si è laureato in fisica alla Università di Manchester ed è stato assunto al California Institute of Technology (Caltech), dove ha insegnato astronomia. Gli studi condotti da Sargent sono stati rivolti particolarmente alle linee di assorbimento delle quasar.

## Onorificenze
- Premio Helen B. Warner per l'Astronomia (1969)
- Premio Heineman per l'astrofisica (1991)
- Bruce Medal (1994)
- Henry Norris Russell Lectureship (2001)
- L'asteroide 11758 Sargent è stato nominato in suo onore.